# Levinus Vincent
Levinus Vincent (1658-1727) was een handelaar in damast en patroontekenaar. Hij verzamelde als vermogend koopman naturalia: schelpen, droge en natte preparaten, insecten en artificialia: etnografica, schilderijen en tekeningen.

## De verzameling

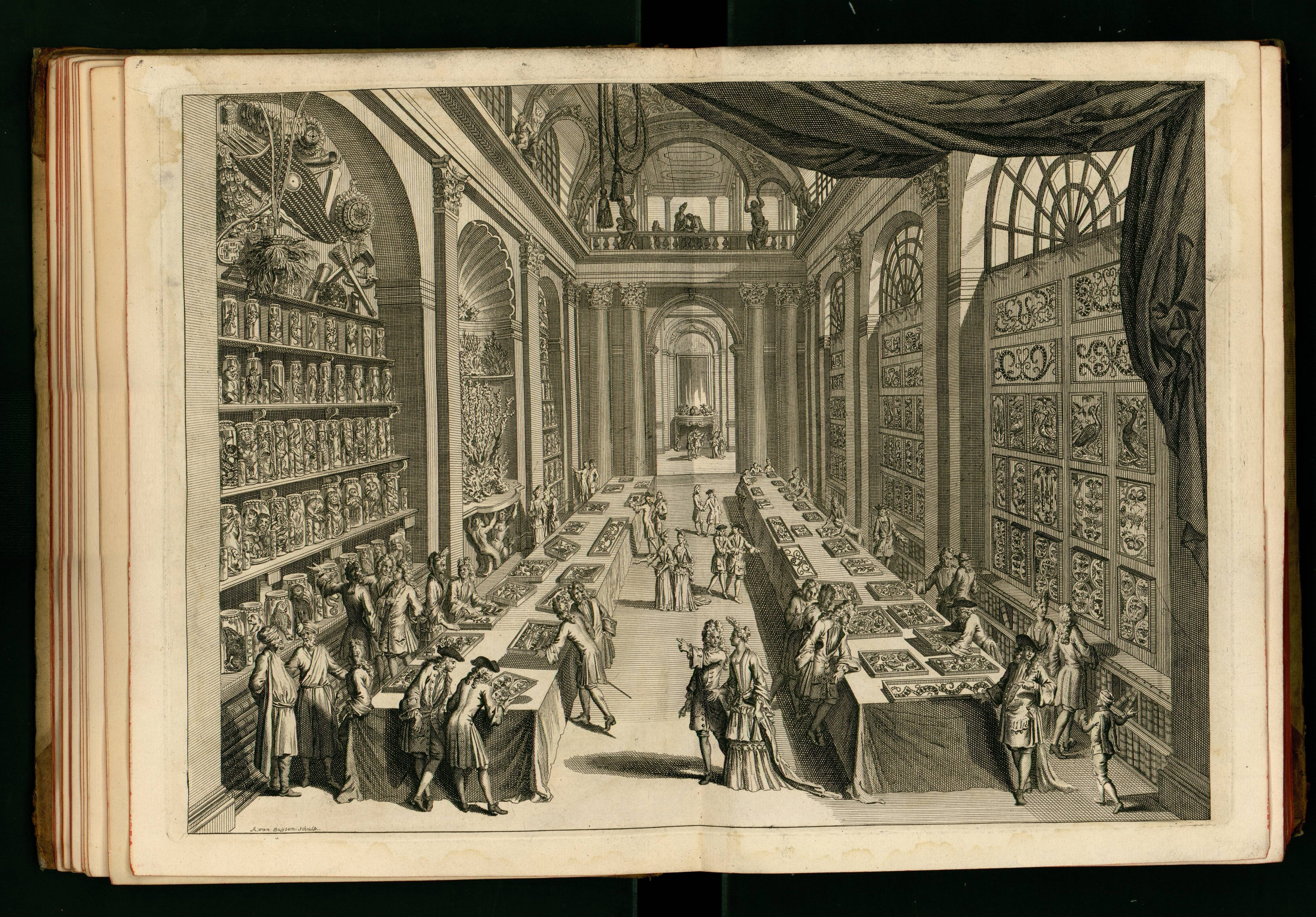
Tweede deel of vervolg van Wondertooneel der Nature

Levinus Vincent woonde in Amsterdam op de O.Z. Voorburgwal. Hij begon zijn carrière als patroontekenaar rond 1695. 
Vincent begon omstreeks 1690 met het verzamelen. Hij had een uitgebreid internationaal netwerk en had onder meer contacten met Maria Sibylla Merian, Georg Everhard Rumphius en leden van de Royal Society als James Petiver en  Hans Sloane. De collectie van Vincent was begin achttiende eeuw de meest omvangrijke in de Republiek. Het is ook een van de beste voorbeelden van de transformatie van deze collecties van een verzameling rariteiten zoals in de zestiende en het grootste deel van de zeventiende eeuw gebruikelijk was naar een naturaliënkabinet. 
Vincent publiceerde ook een aantal catalogi over zijn verzameling. Het  Wondertoneel der Nature  (1706) en    Tweede deel of vervolg van het Wondertoneel der Nature (1716)  zijn de belangrijkste. De gravures in deze fraaie catalogi waren het werk van Romeyn de Hooghe. 
In de tekst van deze catalogi maakt Vincent duidelijk wat een zeer belangrijke  drijfveer voor hem was bij het bijeenbrengen van zijn verzameling. Vincent was sterk  beïnvloed door de beweging van de fysicotheologie. Dat was een stroming in de theologie die op basis van empirisch onderzoek van de natuur tot kennis van God wilde komen. In de fysicotheologie werd vele malen de doelmatigheid en planmatigheid van de schepping beklemtoond. Het berustte op de overtuiging dat de natuur zo plan- en doelmatig in elkaar steekt dat een natuur zonder God onbestaanbaar en onmogelijk is. Vincent maakt duidelijk dat zijn verzameling er is om mensen in de gelegenheid te stellen de natuur te bestuderen en als gevolg daarvan tot meer Godskennis te komen. Zijn verzameling was bedoeld als een afspiegeling van Gods schepping. In  Wondertoneel der Nature,  nodigde Vincent dan ook uitdrukkelijk ongelovigen uit zijn collecties te bezoeken. 
Kom, Godverzaker, die deez wonderen beschout 
 U, als een nachtuil, in de duisternis onthoudt,
Kom voor het licht, en leer, met elk, uit al deez werken   
Den Opperkunstenaar in zyn gedrag bemerken.
Dit didactische element wordt ook geïllustreerd door de vaste openingstijden voor het bezoek aan de collectie. De catalogus kostte drie gulden en men diende een fooi te geven van twee gulden. In zijn gastenboek staan wel 3.500 namen opgetekend over de periode 1705-1737. Het was het eerste naturaliënkabinet dat niet alleen door de elite, maar ook door geïnteresseerde ambachtslieden, vrouwen en kinderen werd bezocht.  